# (73654) 1981 ET6
(73654) 1981 ET6 – planetoida z pasa głównego asteroid okrążająca Słońce w ciągu 7,86 lat w średniej odległości 3,95 j.a. Odkryta 6 marca 1981 roku.